# Miejski Klub Sportowy Kalisz (pallavolo)
Il Miejski Klub Sportowy Kalisz è una società pallavolistica femminile polacca con sede a Kalisz: milita nel campionato polacco di Liga Siatkówki Kobiet.

## Storia
Il club è stato fondato nel 1989 partecipando fin dall'inizio al campionato di II Liga; nel 1994 e 1995 ottiene la doppia promozione, prima nella serie cadetta e poi in I liga seria A. Nella prima stagione nella massima serie riesce a raggiungere il secondo posto in campionato e a vincere la Coppa di Polonia. Nelle stagioni seguenti si conferma come squadra di spicco vincendo due campionati consecutivi e altre due Coppe.
Nei primi anni 2000 la squadra non riesce ad aggiudicarsi alcun torneo, arrivando sovente o al secondo o al terzo posto: una nuova serie di vittorie arriva a partire dal 2005 quando vince nuovamente due scudetti, due coppe nazionali e una Supercoppa. Questi buoni posizionamenti consentono alla squadra di partecipare a diverse competizioni europee, tra cui la Champions League, non riuscendo ad ottenere alcun risultato di prestigio.
Al termine della stagione 2008-09 la squadra retrocede in I Liga, ma a causa di un ritardo per l'ottenimento di una licenza viene negata la partecipazione al club che viene messo in liquidazione. La squadra viene rifondata e riparte dal campionato di II Liga; tuttavia scompare dopo un solo anno di attività. 
Nel 2015 il club viene ancora una volta rifondato, questa volta col nome Miejski Klub Sportowy Kalisz, tornando a disputare il campionato di II Liga ed ottenendo immediatamente la promozione nel campionato cadetto. Al termine della stagione 2017-18, conclusa con la vittoria della I liga, il club ottiene il diritto di accedere agli spareggi promozione-retrocessione con il Legionovia ma, sconfitta, non riesce ad ottenere immediatamente il passaggio in Liga Siatkówki Kobiet; tuttavia, a causa del ritiro del Trefl Proxima Kraków, la formazione viene ripescata in massima serie per l'annata 2018-19.

## Rosa 2021-2022
| N° | Nome                | Ruolo | Data di nascita  | Nazionalità sportiva |
| -- | ------------------- | ----- | ---------------- | -------------------- |
| 2  | Ewa Kwiatkowska     | C     | 12 aprile 1986   | Polonia              |
| 3  | Karolina Drużkowska | S     | 6 marzo 2002     | Polonia              |
| 8  | Ewelina Krzywicka   | S     | 10 agosto 1992   | Polonia              |
| 9  | Oriana Miechowicz   | O     | 19 luglio 1994   | Polonia              |
| 10 | Klara Kempfi        | P     | 26 giugno 2005   | Polonia              |
| 11 | Justyna Łukasik     | C     | 27 gennaio 1993  | Polonia              |
| 12 | Monika Bociek       | O     | 6 aprile 1996    | Polonia              |
| 13 | Emilia Mucha        | S     | 7 dicembre 1993  | Polonia              |
| 14 | Aleksandra Cygan    | C     | 9 aprile 1997    | Polonia              |
| 15 | Kinga Wysokińska    | L     | 25 dicembre 1997 | Polonia              |
| 16 | Oliwia Bałuk        | L     | 17 maggio 2000   | Polonia              |
| 18 | Aleksandra Dudek    | S     | 18 gennaio 1997  | Polonia              |
| 21 | Sonia Kubacka       | C     | 27 febbraio 1996 | Polonia              |
| 22 | Sylwia Kucharska    | P     | 8 novembre 1995  | Polonia              |
| 23 | Natalia Gajewska    | P     | 24 maggio 1994   | Polonia              |

## Palmarès
- Campionato polacco: 4

1996-97, 1997-98, 2004-05, 2006-07
- Coppa di Polonia: 4

1995-96, 1997-98, 1998-99, 2006-07
- Supercoppa polacca: 1

2007

## Denominazioni precedenti
- 1983-1999: Miejski Klub Sportowy Calisia
- 1999-2009: Stowarzyszenie Siatkówki Kaliskiej Calisia
- 2009-2010: Miejski Klub Sportowy Calisia